# Kispestény
Kispestény románul: Peștenița, falu Romániában, Erdélyben, Hunyad megyében.

## Fekvése
Hátszegtől délnyugatra fekvő település.

## Története
Kispestény, Pestény nevét 1459-ben említette először oklevél p. Pesthenicza néven. A későbbiekben nevét többféle változatban is írták, így: 1492-ben p. Kyspesthyen, 1519-ben p. Pesthyenycza, 1733-ban Kis Pestena, 1750-ben Pestyenicza, 1760–1762 között Kis Pestyén, 1808-ban Pestyén (Kis-), Pestenyicze, 1861-ben Kis-Pestény, Pestyenyitza, 1913-ban  Kispestény alakban fordult elő az oklevelekben.
1505-ben  Pesthyenica ~  Pesthyenicze néven volt említve, birtokosa ekkor Pesthyen-i 
Andrei volt.
A trianoni békeszerződés előtt Hunyad vármegye Hátszegi járásához tartozott. 
1910-ben  581 román lakosa volt, melyből 578 görögkatolikus volt.

## Források

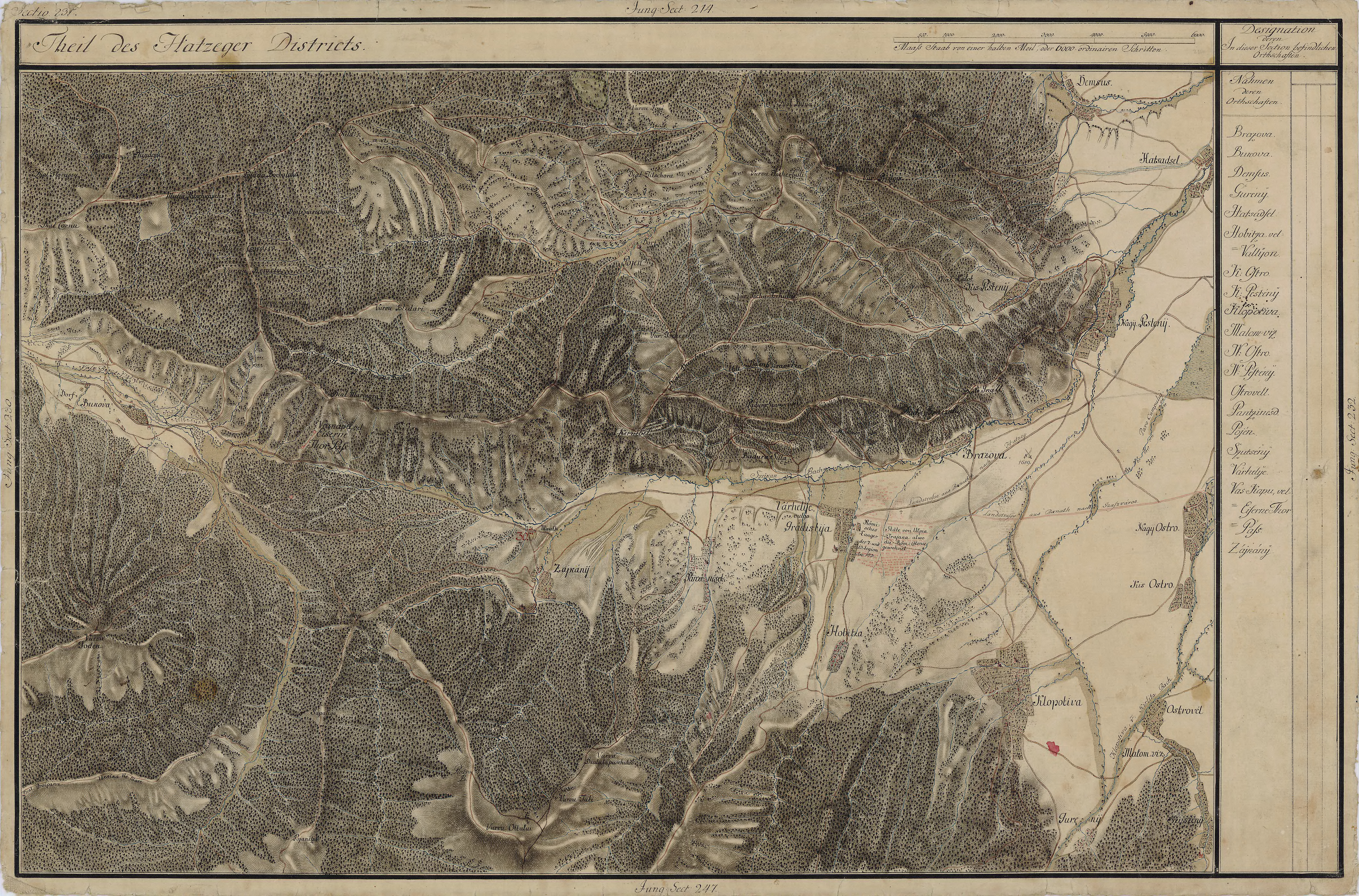
Kispestény egy régi térképen